# Les Frères Falls
Pour plus de détails, voir Fiche technique et Distribution.
Les Frères Falls (Twin Falls Idaho) est un film américain réalisé par les Frères Polish et sorti en 1999.

## Synopsis
Francis et Blake sont des jumeaux siamois. Francis est souvent malade tandis que Blake est toujours en bonne santé. Ils rencontrent une jeune fille, Penny, qui bouleverse leur vie et entame une relation avec Blake alors que la santé de Francis se détériore...

## Fiche technique
- Titre : Les Frères Falls
- Titre original : Twin Falls Idaho
- Réalisateur : Michael Polish
- Scénario : Mark Polish et Michael Polish
- Durée : 111 minutes
- Format : 1,85 : 1
- Date de sortie : juillet 1999 (États-Unis), mars 2000 (France, Australie)

## Distribution
- Mark Polish : Blake Falls
- Michael Polish : Francis Falls
- Michele Hicks : Penny
- Jon Gries : Lawyer Jay Harrison
- Patrick Bauchau : Miles, un médecin
- Garrett Morris : Jésus
- William Katt : Chirurgien
- Lesley Ann Warren : Francine
- Teresa Hill : Sissy